# Polygala dewevrei
Polygala dewevrei är en jungfrulinsväxtart som beskrevs av Arthur Wallis Exell. Polygala dewevrei ingår i släktet jungfrulinssläktet, och familjen jungfrulinsväxter. Inga underarter finns listade i Catalogue of Life.